# ルーダキー

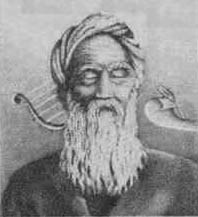
ルーダキーの肖像画（1964年のイラン切手の一部）

ルーダキー（ペルシア語: ابوعبدالله جعفربن محمدبن حکیم‌بن عبدالرحمن‌بن آدم رودکی タジク語: Абӯабдуллоҳ Ҷафар Ибни Муҳаммад Рӯдакӣ、850年代初頭/860年代-870年代 - 940年頃）は、サーマーン朝で活躍したペルシア語の詩人。本名はアブー・アブドゥラー・ジャアファル・ビン・ムハンマド（Abu Abdollah Jafar ibn Mohammad）であるが、出身地にちなんだ「ルーダキー」の号で呼ばれることが多い。ペルシア文学最初期の人物であり、「ペルシア詩の確立者」「ペルシア文学の父」「ペルシア詩人のアダム」「詩人の帝王」と評される。

## 生涯
ルーダキーの生涯については、未だに明らかになっていない部分が多い。13世紀前半にムハンマド・アウフィーが著した伝記にはルーダキーは生来盲目だと記されており、アウフィーの記述は長らく信じられていたが、現在ではルーダキーが生来盲目だという説は否定されている。詩の中にはルーダキーは目が見えていたと思われるものがいくつかあり、1956年に行われたルーダキーの遺骨の調査の結果、ルーダキーは晩年に盲目にさせられたと推測された。
ルーダキーはサマルカンド近郊のルーダク村で生まれ、30代後半になってサーマーン朝の宰相バルアミーによって宮廷に招かれる。宮廷では国王ナスル2世、あるいはバルアミーの保護の元に高い地位と財産を得るが、庇護者が政治の表舞台から退くと彼も失脚し、宮廷から追放されたと考えられている。バルアミーの失脚の背景には宮廷におけるイスマーイール派への改宗者の増加があり、追放されたルーダキーをイスマーイール派と見なす意見もある。これに対してソビエト連邦の学者ベルテルスは、保護者であるバルアミーとの関係上一時期イスマーイール派に傾倒しただけで、イスマーイール派の詩人に分類することは難しいと反論した。故郷に帰ったルーダキーは940年から941年の間に没し、現在のパンジケントにあるパンジ・ルーダク村に葬られた。
ナスル2世から寵愛を受けたルーダキーは膨大な財産と200人の奴隷を持ち、旅に出る時には400頭のラクダに荷物を運ばせたと伝えられている。ルーダキーにまつわる伝承の一つに、ナスル2世にブハラへの望郷の念を起こさせた逸話がある。ヘラートに赴いたナスル2世がヘラートに愛着を感じて4年以上もその地に滞在したとき、軍の司令官と貴族たちは王が故郷のブハラに帰りたくなるような詩を作ってほしいとルーダキーに依頼した。そこでルーダキーがブハラの魅力を詠った詩を吟じると、心を打たれたナスル2世は急いでブハラに戻ったという。

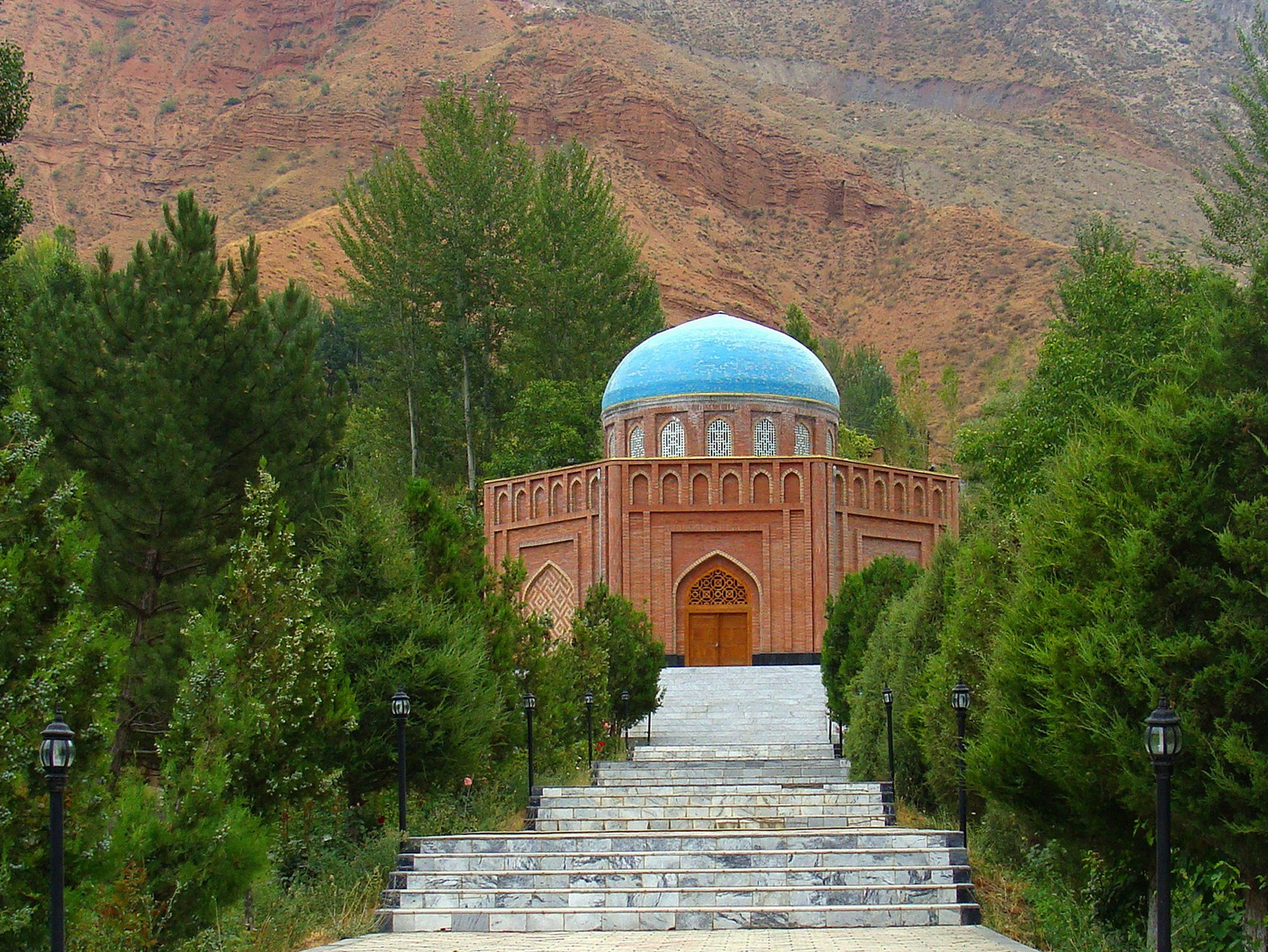
タジキスタンのパンジケントに建てられたルーダキー廟

1940年にタジクの文学者サドリディン・アイニーは中世の史料を追ってパンジ・ルーダク村でルーダキーの墓を発見し、1956年にミハイル・ゲラシモフを隊長とするソビエト連邦の調査団が遺骨の発掘調査を行った。発掘調査の結果から、ルーダキー研究者ミルゾエフは故郷に帰ったルーダキーは政敵の手によって盲目にされた上で殺害されたと推測した。

## 作品
インドの説話『パンチャタントラ』を元にした叙情詩『カリーラとディムナ』の訳出をはじめとした100,000句以上の作品があるが、現在ではほとんどが散逸し、現存する句は2,000句たらずである。ルーダキーの詩集は残されておらず、中世の様々な文献で確認される詩の収集・整理という工程を経てルーダキーの作品はまとめられている。彼の詩が散逸した理由について、イランの言語学者ナッヴァービーは、中央アジアやホラーサーンの方言が多く使われているために他地方の人間には理解しがたかったためだと推測した。
後世の宮廷詩人と異なり、ルーダキーは難解かつ華美なアラビア語彙を詩に用いることは少なく、素朴なペルシア語彙と方言を作品に織り込んだ。詩は宗教的な制約を受けておらず、イスラーム的な要素はほとんど見られない。現存するルーダキーの作品にはカスィーダ（頌詩）、ガザル（抒情詩）、マスナヴィー（叙事詩）、ルバーイー（四行詩）、キタ（断片詩）といった、ペルシア詩の主要な詩形で構成される。ルーダキーの作品にはペルシア詩で用いられる詩形が全て使われている点から、彼が現れた10世紀までに詩形が確立されていた証拠とする意見もある。詩のテーマは教訓、悲しみ、享楽、愛、酒の賛美と多岐にわたる。その作風は簡素で情熱的であり、詩よりも民謡に近いと評される。宮廷詩人であるルーダキーはカスィーダ（頌詩）に最も長け、中でもブドウが酒になる過程を詠んだ「酒の母」と題する詩が有名である。愛をテーマとした歌で好んで用いた詩形のガザルでは、多彩な比喩を用いて巧みに心情を表現した。11世紀の詩人ウンスリーはルーダキーのガザルの素晴らしさに嘆息したが、ルーダキーのガザルは散逸している。
ルーダキーは詩作だけではなく、竪琴を奏でて自らの詩を美しい声で吟じたという。しかし晩年にはその声も衰え、他人の詩を吟じることを職とするラヴィを雇わなければならなくなった。

## ギャラリー

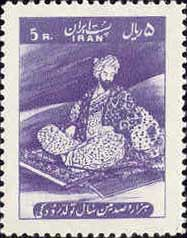
ルーダキーの生誕1100周年記念切手
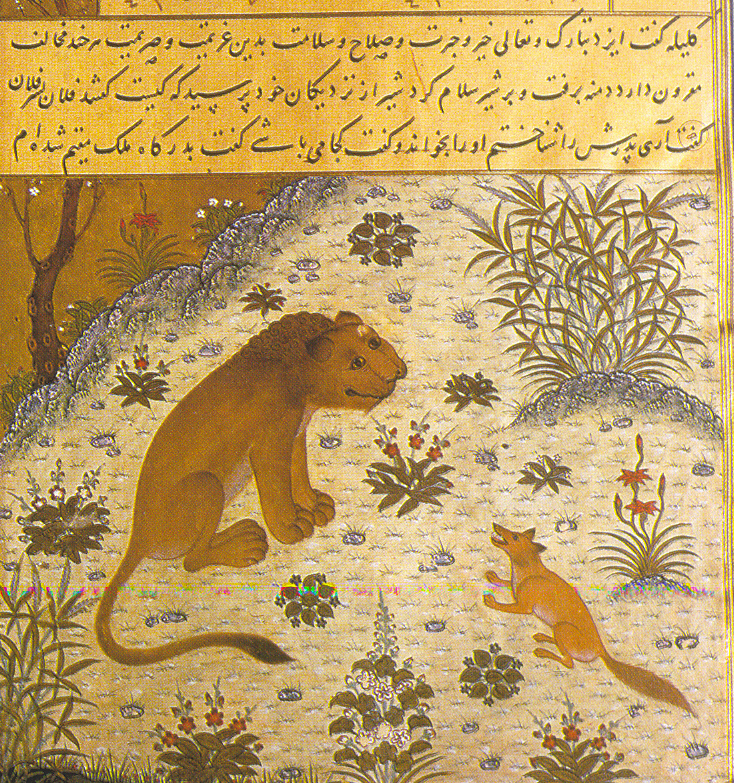
15世紀に制作された『カリーラとディムナ』の写本